# Leonowka (rejon nowooskolski)
Leonowka (ros. Леоновка) – wieś w Rosji, w obwodzie biełgorodzkim, w rejonie nowooskolskim. W 2010 liczyła 452 mieszkańców.